# Championnat d'Italie de football de deuxième division 1942-1943
Navigation
Édition précédente Édition suivante
La saison 1942-1943 de Serie B est la 14e édition du championnat d'Italie de football de deuxième division. 
Le championnat se dispute avec une poule unique de 18 équipes. Les deux premiers sont promus en Serie A, les quatre derniers sont relégués en Serie C.

## Déroulement de la saison
À l'issue de la saison, le FC Modène termine à la première place. Le vice-champion, Brescia Calcio, est également promu en Serie A 1943-1944 (1re division), Modène rejoint la première division un an après sa relégation. Mais à cause de la  Seconde Guerre mondiale les championnats suivants seront annulés.
Avant la fin du championnat Palerme est exclu, car en raison de la guerre les équipes visiteuses ont du mal à rallier la Sicile.

## Classement
| Rang | Équipe               | Pts | J  | G  | N  | P  | Bp | Bc | Diff |
| ---- | -------------------- | --- | -- | -- | -- | -- | -- | -- | ---- |
| 1    | FC Modène R          | 45  | 32 | 19 | 7  | 6  | 65 | 31 | +34  |
| 2    | Brescia Calcio       | 43  | 32 | 18 | 7  | 7  | 53 | 30 | +23  |
| 3    | Naples R             | 41  | 32 | 16 | 9  | 7  | 46 | 27 | +19  |
| 4    | Pro Patria           | 37  | 32 | 13 | 11 | 8  | 39 | 25 | +14  |
| 5    | Pise                 | 37  | 32 | 56 | 7  | 10 | 45 | 37 | +8   |
| 6    | Spezia Calcio        | 35  | 32 | 12 | 11 | 9  | 55 | 34 | +21  |
| 7    | US Cremonese P       | 32  | 32 | 13 | 6  | 13 | 38 | 39 | -1   |
| 8    | Fanfulla             | 31  | 32 | 12 | 7  | 13 | 60 | 46 | +14  |
| 9    | SS Pescara           | 31  | 32 | 11 | 9  | 12 | 44 | 50 | -6   |
| 10   | Calcio Padoue        | 30  | 32 | 12 | 6  | 14 | 48 | 42 | +6   |
| 11   | Anconitana-Bianchi P | 30  | 32 | 12 | 6  | 14 | 45 | 58 | -13  |
| 12   | Alexandrie           | 28  | 32 | 11 | 6  | 15 | 37 | 55 | -18  |
| 13   | MATER Rome P         | 28  | 32 | 9  | 10 | 13 | 40 | 66 | -26  |
| 14   | Sienne               | 27  | 32 | 13 | 1  | 18 | 49 | 68 | -19  |
| 15   | Udinese Calcio       | 26  | 32 | 10 | 6  | 16 | 50 | 53 | -3   |
| 16   | Novare Calcio        | 25  | 32 | 9  | 7  | 16 | 35 | 40 | -5   |
| 17   | AC Savone            | 18  | 32 | 7  | 4  | 21 | 26 | 74 | -48  |
| 18   | Palermo-Juventina P  | 0   | 0  | 0  | 0  | 0  | 0  | 0  | 0    |

|  | Promu en Serie A                             |
|  | Relégation en Prima Divisione (1re division) |

Note:
Victoire à 2 points
 En cas d'égalité de points, les équipes sont départagées par un coefficient buts marqués/buts encaissés.